# サニー・エメリッヒ
- メタルギアシリーズ > メタルギアシリーズの登場人物 > サニー・エメリッヒ

サニー・エメリッヒ（英: Sunny Emmerich、2007年 - ）は、コナミ（現：コナミデジタルエンタテインメント）のアクションゲーム、メタルギアシリーズに登場する架空の人物である。
美しい銀髪を持つ天才少女。義父は同シリーズで登場する科学者、ハル・エメリッヒ（以下オタコン）。
日本語版の声優は井上喜久子。

## 経歴
白人のロシア人。2007年生まれ。身長148cm（『メタルギア ライジング リベンジェンス』〈以下『MGR』〉時）。『メタルギアソリッド2』で登場したオルガ・ゴルルコビッチの娘であり、父親は不明。同作のタンカー編の時点では妊娠中でまだ生まれておらずその2年後のプラント編までの間に出産している。
幼少期から「愛国者達」の管理下での教育を受けて育ち、さらにオタコンからプログラミングスキルなどを伝授された結果、幼いにもかかわらず天才的なプログラミングスキルとハッキングスキルを身につけており、特にプログラミングスキルに関しては7歳の『メタルギアソリッド4』（以下『MGS4』）の時点で既に義父のオタコンを超えかねないほどである。
『MGR』では、オタコンのコネで「ソリス・スペース＆エアロノーティクス」（以下ソリス社）へ入社した。

## 家系
- 義曾祖父：エメリッヒ博士
- 実祖父：セルゲイ・ゴルルコビッチ
- 義祖父：ヒューイ（1945-1997）
- 義祖母：ストレンジラブ（1935～1944?-1983）
- 実母：オルガ・ゴルルコビッチ
- 義父：ハル・エメリッヒ（1980-）
- 夫：少年 - 小説版のみ
- 義祖母：ジュリー・ダンジガー
- 義叔母：エマ・エメリッヒ・ダンジガー（1991-2009）

## 来歴・関わった事件

### マンハッタン沖タンカー沈没事件（タンカー編）
- 『メタルギアソリッド2 サンズ・オブ・リバティ』（2001年発売）

2007年。出生前のため名前や姿は登場しないが、実母オルガ・ゴルルコビッチが身籠っており、言及がある。

### ビッグ・シェル占拠事件（プラント編）
- 『メタルギアソリッド2 サンズ・オブ・リバティ』（2001年発売）

タンカー編の後に生まれるも出産した病院が「愛国者達」の息のかかった病院であり、生まれてすぐに母オルガから引き離されて彼女を脅迫する為の人質にされる。
オルガの死亡後は「愛国者達」の為に英才教育を施されてプログラマーやハッカーとしての天才的な才能を発揮するが、後にオルガとの約束を果たすべくビッグ・ママとの交渉で居場所を突き止めた雷電によって救出され、ソリッド・スネークとオタコンによって保護される。

### ガンズ・オブ・ザ・パトリオット事件
- 『メタルギアソリッド4 ガンズ・オブ・ザ・パトリオット』（2008年発売）

2014年。7歳。この時点ではスネークやオタコンと一緒にノーマッド機内で生活している。スネークのことはそのまま「スネーク」、オタコンのことは「ハル兄さん」と呼んでいる。また自分を助けてくれた雷電のことは「ジャック」と本名で呼んで慕っている。母オルガのことはスネーク達から聞かされたらしく機内のキッチンに彼女の写真を飾っている。その天才的なスキルでスネーク達に役立つ情報を集めたり、オタコンがスネークの為のサポートロボットとして開発したマークII及びマークIIIの開発に協力もしている。その一方でノーマッドの料理担当をしているものの料理を教えてくれる人がいなかった為に目玉焼きもまともに焼けずに落ち込んでいた。また急速に老化するスネークの体を気づかって機内を禁煙にした張本人であり、事あるごとに隠れて煙草を吸うスネークをその度に注意していた。
元々その境遇ゆえに外の世界に出たことはなくネットという内側から外の世界を見ることに没頭するなどかなり内向的だったが、ノーマッドにやってきたナオミ・ハンターから正しい料理の仕方や女の子としてのお洒落などを教えられ最初は警戒していたもののやがて心を許して慕う。一方でナオミの方も過去の自身との境遇の一致から彼女を気にかけて、さらにオタコン以上の能力を持つ彼女に自身の計画の為にG.Wやその破壊用のウイルスプログラムのデータを渡す。
彼女はそれにかつてアーセナルギアのA.lプログラマーだったオタコンの義妹エマ・エメリッヒ・ダンジガーのワームクラスターを落とし込んでウイルスを完成させる。そしてナオミがFOXALIVEと名付けた。そのウイルスによってJ.D（ジョン・ドウ）を始めとした「愛国者達」の代理A.I.は完全に崩壊し、全てが終わった。しかし事前にサニーがウイルスの破壊対象からインフラ等の社会基盤を支えるシステムをブラックボックス化して外していた為、文明崩壊は免れた。
全てが終わった後はメリルの結婚式に参加してそこで現地の少年と言葉が通じないながらも親しくなり、生まれて始めての外の世界での友達になる。そしてその様子を見たオタコンからは「愛国者達」が消えたことや生前のナオミの後押しもあって外の世界で生きることを勧められる。
エンディング後も自殺の必要がなくなり余生を銃を置いて世界の行く末を見届ける為に生きることを決めて帰ってきたスネークとそのスネークに最期まで同行し彼の全ての足跡を記録して後世に伝えることを決めたオタコンと共に暮らしている。

### 愛国者達の消滅後
- 『メタルギア ライジング リベンジェンス』（2013年発売）

2018年。11歳。この時期には外の世界で生きる上での社会的な都合もあって、正式にオタコンの養子になっており、名前も「サニー・エメリッヒ」になっている。
学校にも1年程行ったが、すでに大学の教養課程レベルの知識を身に着けていたサニーは年齢相応の周囲のレベルに合わせることができず、飛び級の話もあったが、最終的には本人の希望やオタコンのコネクションによって、宇宙開発事業を行うソリス社へ就職した。
そこでもサニーは才能を発揮し、幼くして宇宙往還機のプロジェクトを任せられるほどの立場に就いている。
大統領暗殺計画を止めるため、パキスタンへ向かう必要があったが、計画実行まで時間がなく、通常の飛行機では間に合わない状況であった雷電は、第一宇宙速度（概算でマッハ23、約28400Km/h）での飛行が可能な宇宙往還機を利用するため、ソリス社にいるサニーを頼ることになった。
このときのサニーは、かつてノーマッドにいた時からは考えられないほどに笑顔の似合う明るく活発な性格になっていて、ブレードウルフ（LQ-84i）にお手をさせたり、服装も亡き母のオルガに似た格好になっていた。
過去の誤ちを繰り返さず科学を平和利用することを理想として掲げており、ナオミからもらった青いバラを模した髪飾りとオタコンから受け継いだ「オタ魂」のワッペンをつけている。
事件が終わった後も、引き続きソリス社で働いている。ブレードウルフもサニーが引き取った。今回の一連の事件の中で雷電が助け、色々あってサイボーグとなった元ストリートチルドのジョージもサニーと共に働いている。ジョージの「可愛い」という言葉に動揺する様子も見せた。ただ、サニー曰く「科学が恋人」。
自らを救いだしてくれた雷電のことは、過去のことを知った上で、永遠のヒーローと思っている。
また、現在のサニーの目標はオタコンが存命の間に有人での木星旅行を達成することであることも語られている。